# Sarewu
Sarewu is een bestuurslaag in het regentschap Kuningan van de provincie West-Java, Indonesië. Sarewu telt 1220 inwoners (volkstelling 2010).